# Stenamma sequoiarum
Stenamma sequoiarum är en myrart som beskrevs av Wheeler 1917. Stenamma sequoiarum ingår i släktet Stenamma och familjen myror. Inga underarter finns listade i Catalogue of Life.

## Bildgalleri

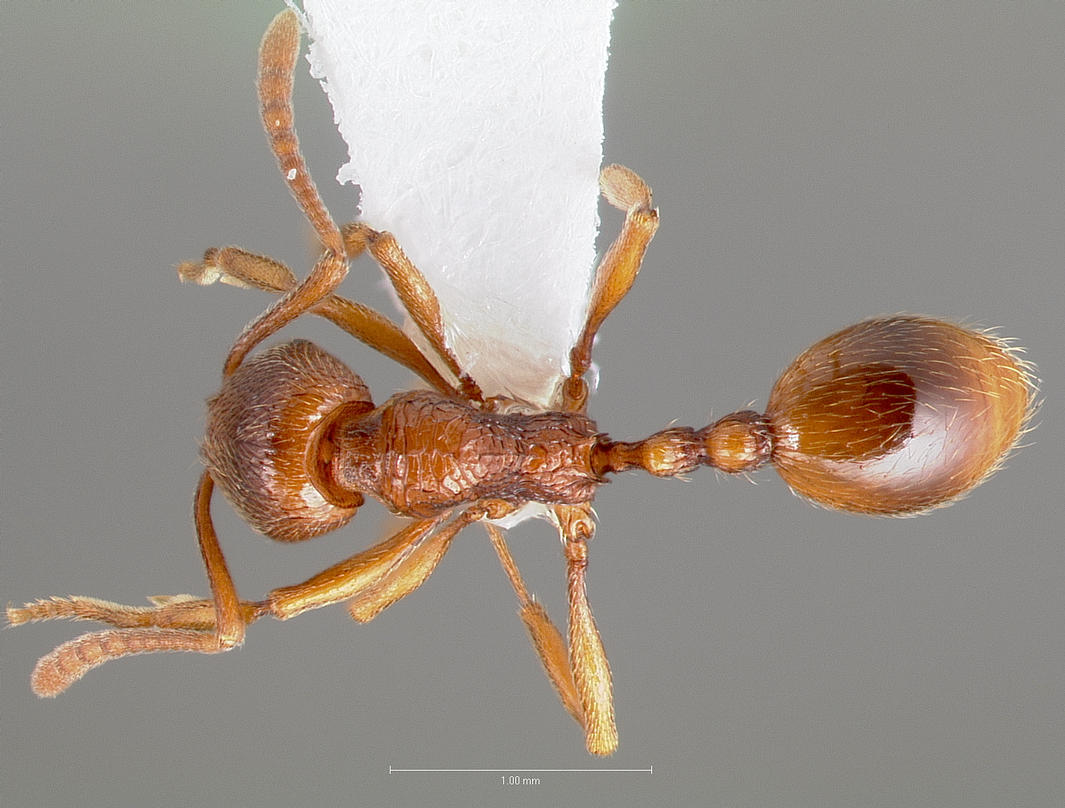
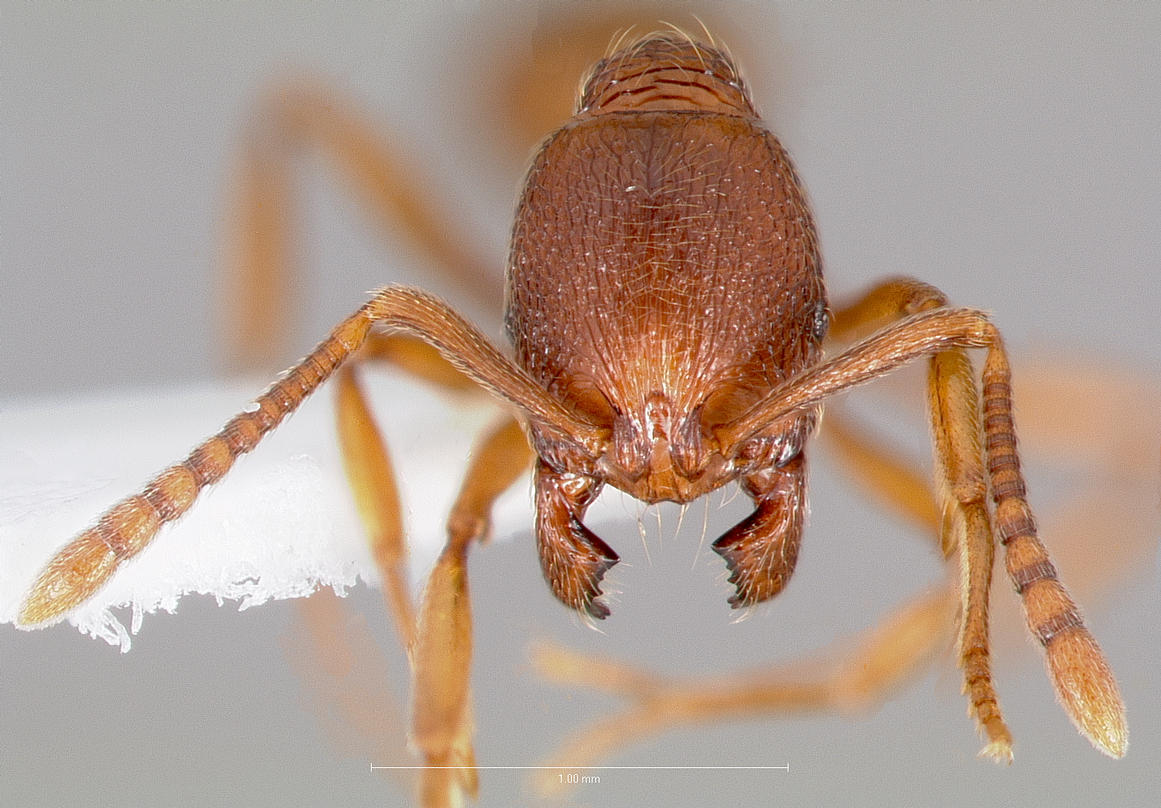
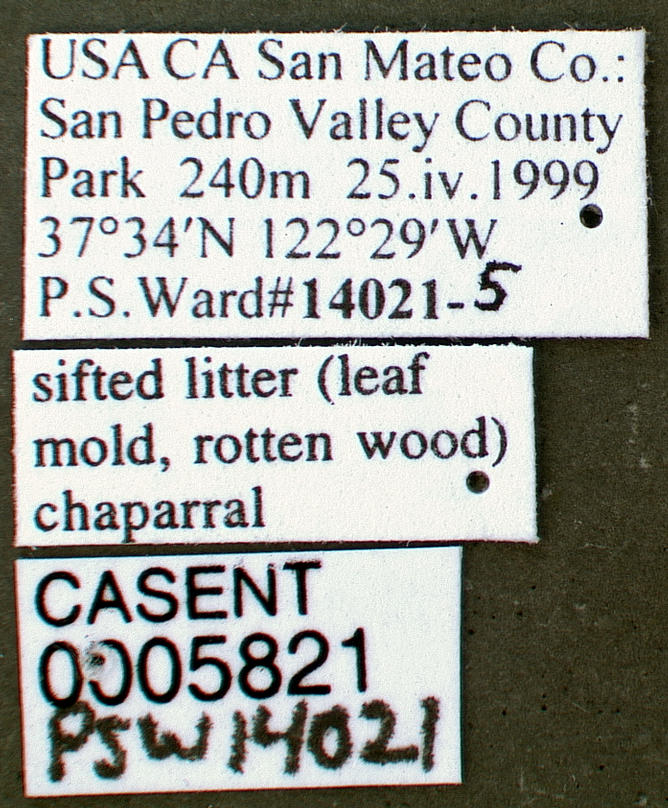
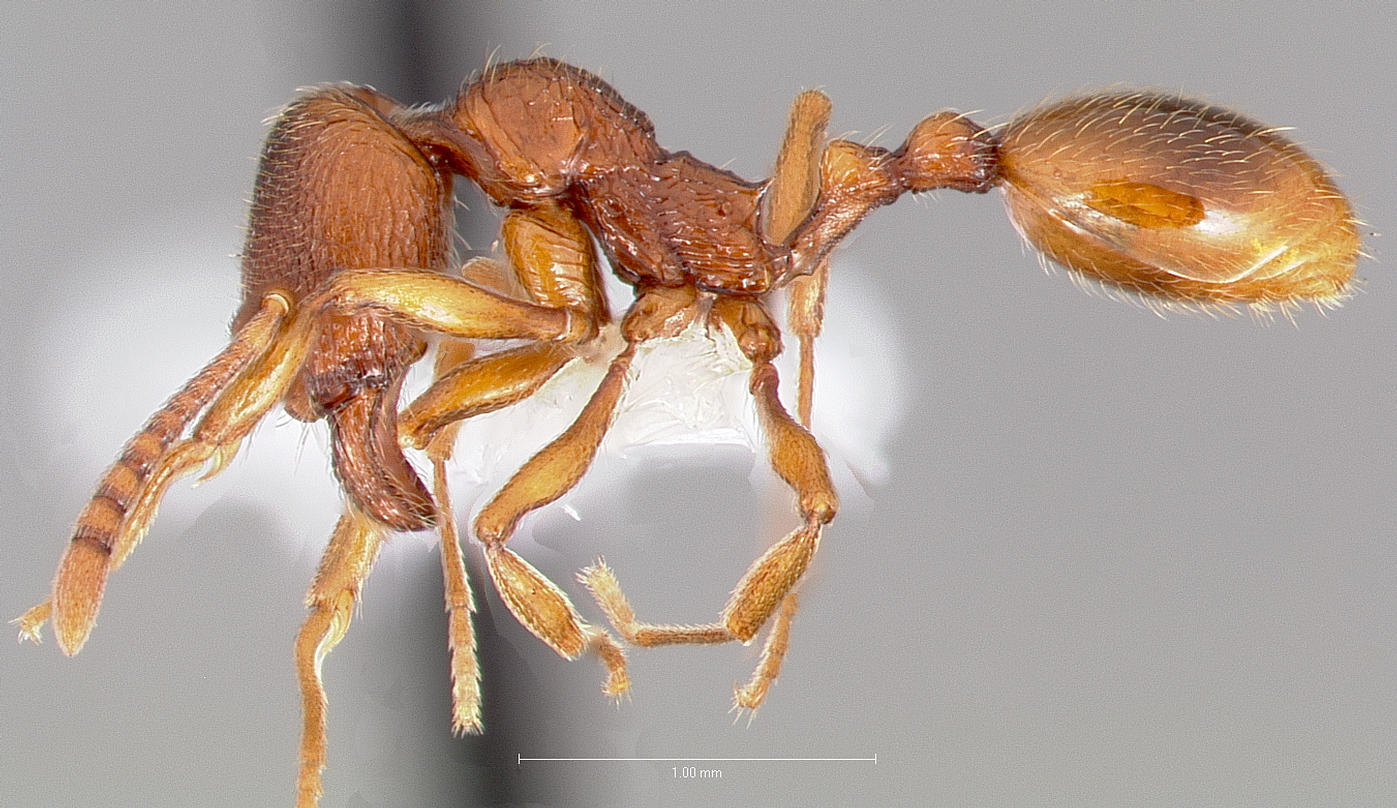